# Lanternă

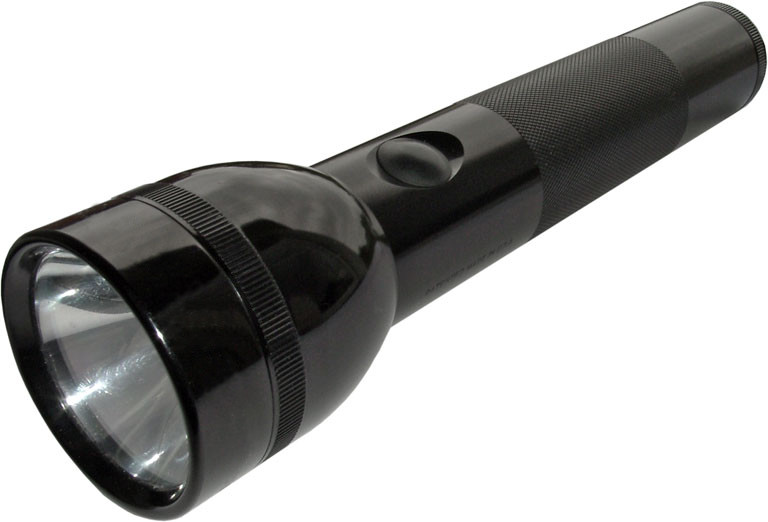
Lanternă electrică

Lanterna este o lampă portativă. Ea pentru a produce lumină poate folosi ca sursă de energie o substanță combustibilă, sau o baterie electrică. Termenul de lanternă cuprinde și felinarul, lanterna venețiană, lampionul sau lanterna magică.

## Lanternă subacvatică

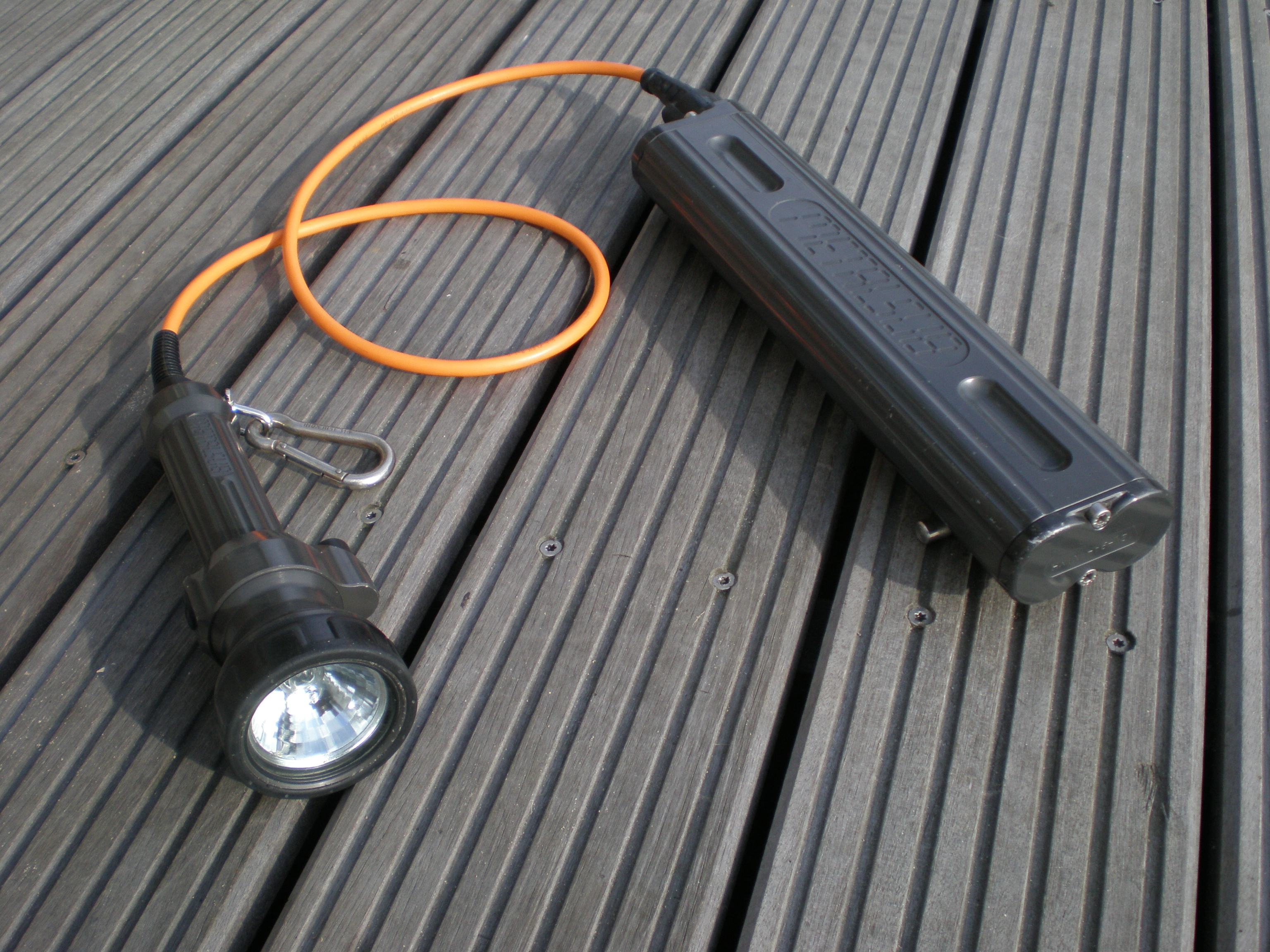
Lanternă subacvatică

Lanterna subacvatică este o lampă portativă utilizată de scafandri pentru iluminarea locală sub apă. Cu ajutorul lanternei subacvatice se pot efectua scufundări pe timp de noapte. De asemenea, lanterna subacvatică se poate utiliza și la scufundări pe timpul zilei pentru a reda culorile obiectelor și viețuitoarelor subacvatice.
La adâncimi de peste 20 m, majoritatea culorilor spectrului sunt absorbite în masa apei. Lumina restaurează culorile roșu și galben.
Există trei tipuri de lanterne subacvatice: 
- lanterna etanșă clasică.
- folosește baterii mai puternice, cu capacitate ridicată și becuri de construcție specială și este ca un far de automobil, etanș, având încorporate un reflector și o lentilă specială.
- ce folosește o baterie reîncărcabilă, fiind prevăzută cu un încărcător pentru baterii, și funcționeză timp de 1...3 ore înainte de a fi nevoie ca bateriile să fie reîncărcate.

Lanterna subacvatică trebuie să fie etanșă și rezistentă la presiune exterioară. Dacă bateria este fixată în interiorul lanternei într-un lăcaș din material plastic sau metal, atunci trebuie avut grijă ca păstrarea bateriilor să se facă într-un loc separat de carcasa lanternei, iar lăcașul să fie curățat și uscat periodic.
Becurile lanternelor subacvatice pot fi de mai multe tipuri:
- wolfram, xenon sau halogen
- HID ( High Intensity Discharge)
- LED (Light Emitting Diode Technology)

La data de 1 septembrie 2010, a intrat în vigoare o nouă legislație a Uniunii Europene care cere ca toate echipamentele de iluminat trebuie să fie etichetate în principal în termeni de lumeni, în loc de watt de energie electrică consumată.